# JAC Refine M3
JAC Refine M3 — компактвэн, выпускающийся с 2014 года компанией JAC Motors.

## Описание
Refine M3 был представлен в 2014 году на Пекинском автосалоне. 

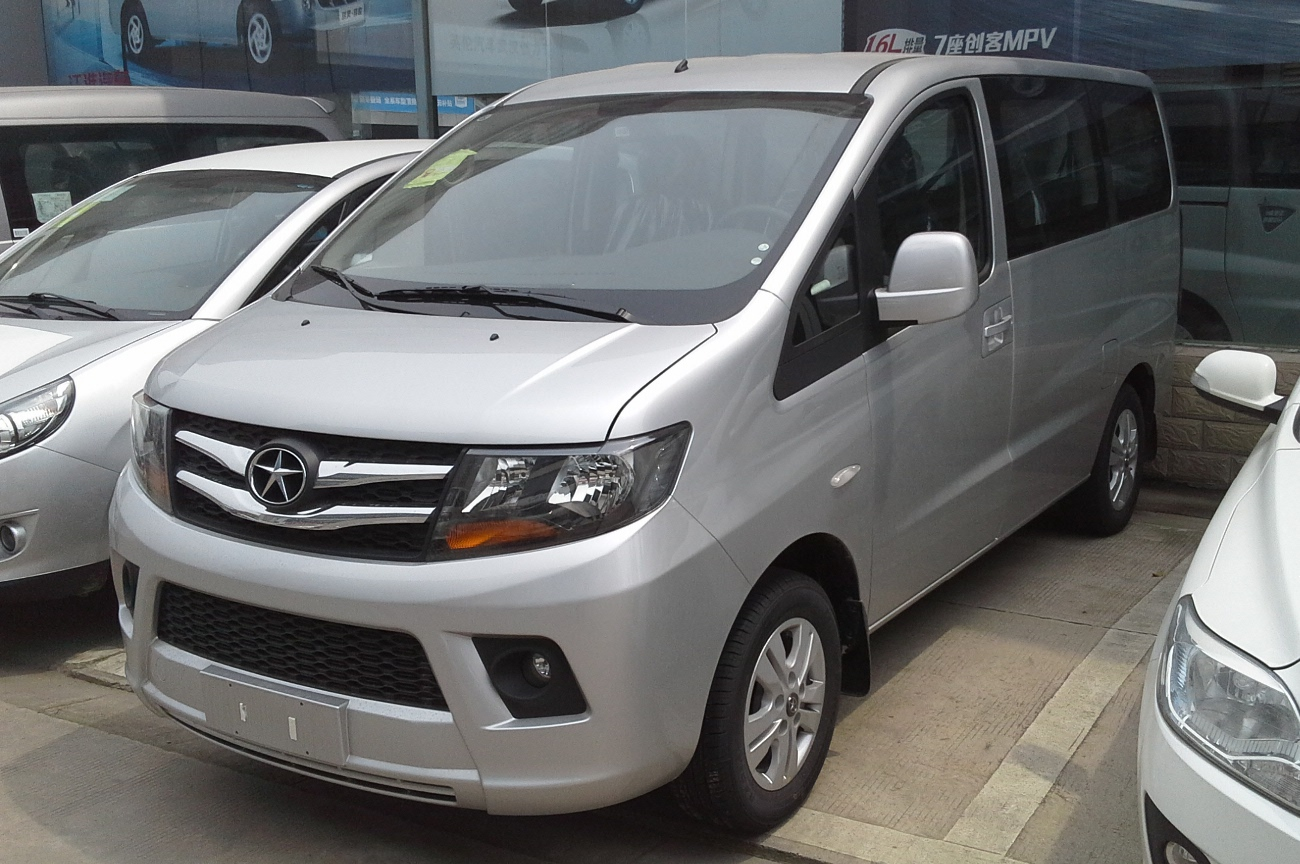
Вид спереди
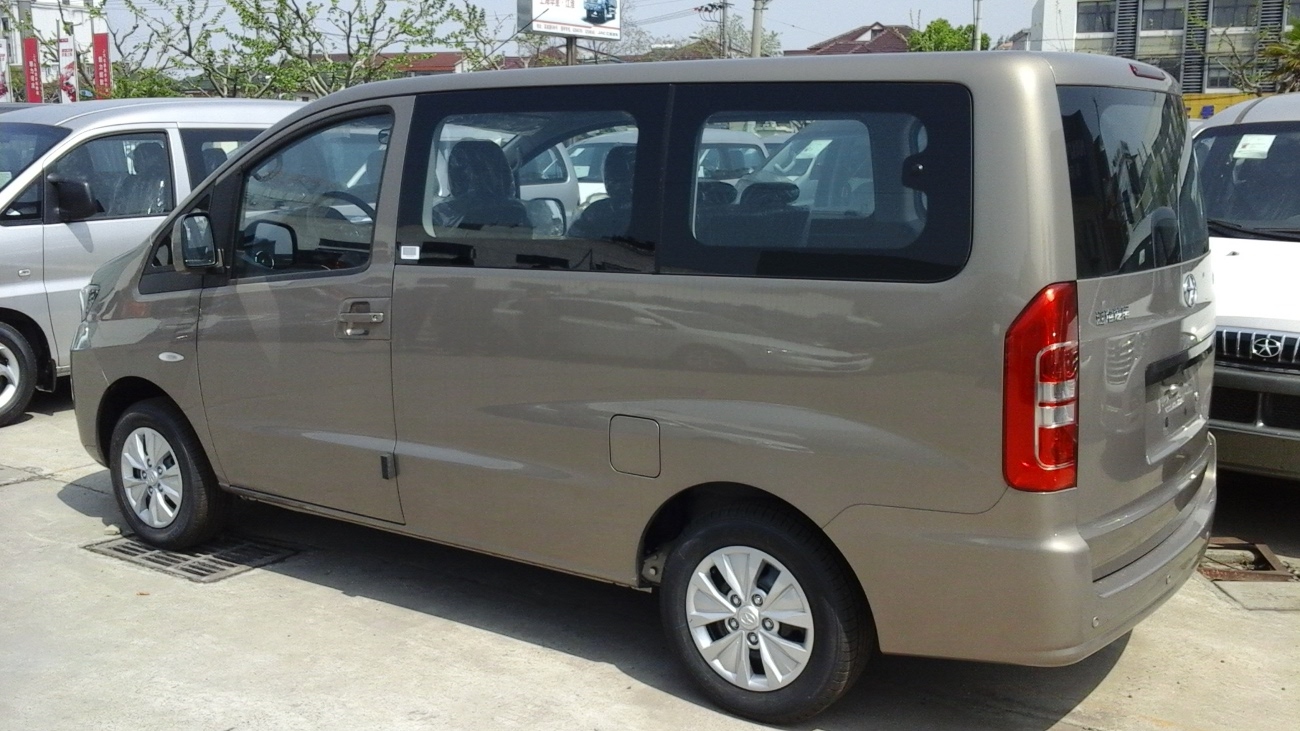
Вид сзади
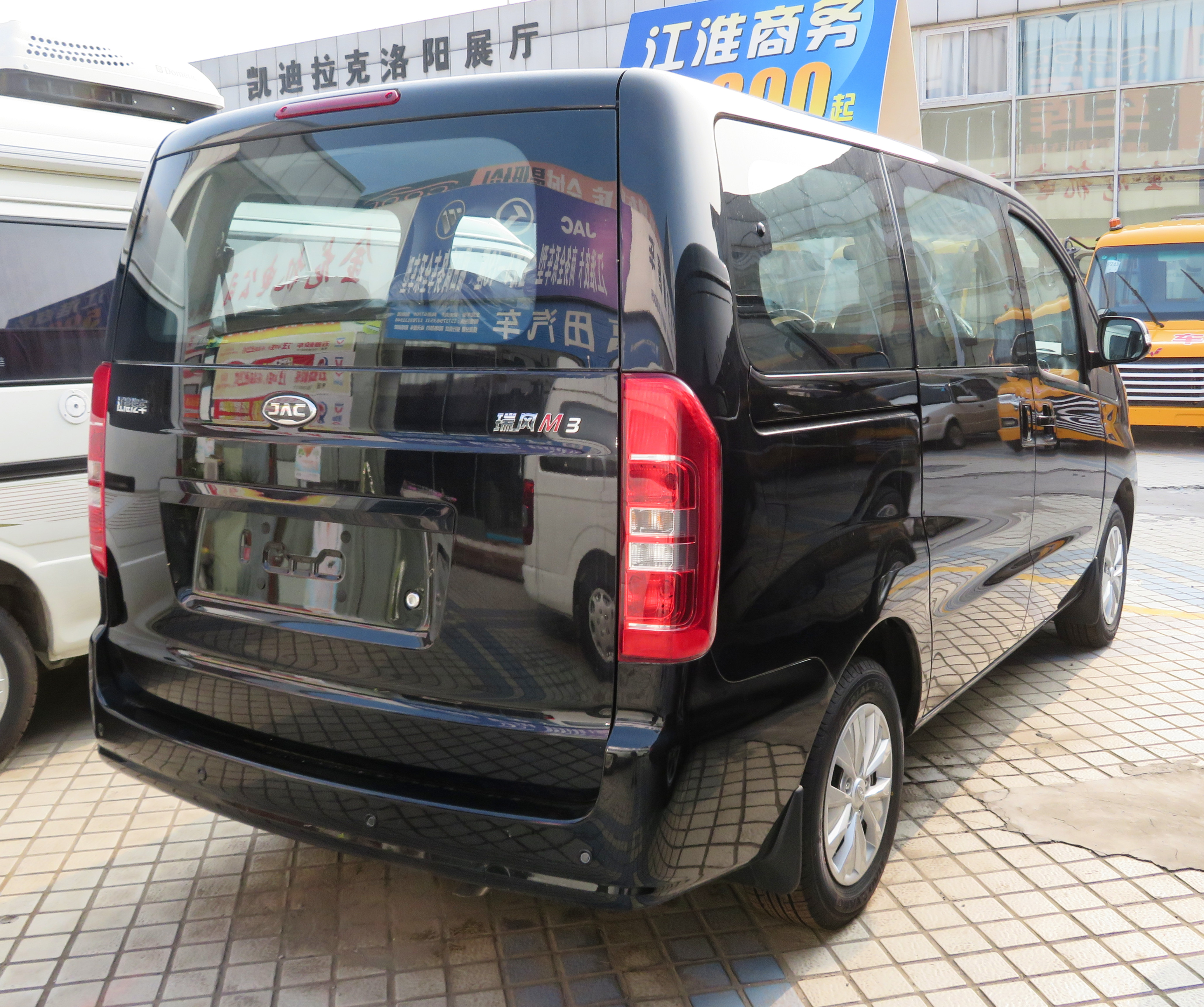
Фейслифтинг

Серийная версия была представлена в 2015 году. Она позиционируется выше компактвэна Refine M2 по цене от 69800 до 74800 юаней. На момент запуска Refine M3 был оснащён 1,6-литровым рядным четырёхцилиндровым бензиновым двигателем мощностью 120 л. с. и крутящим моментом 150 Н·м в паре с пятиступенчатой механической трансмиссией. В 2015 году в моторную гамму был добавлен 2,0-литровый бензиновый двигатель мощностью 143 л. с. и крутящим моментом 180 Н·м. Конкурентом является Nissan NV200. Позже автомобиль прошёл рестайлинг.

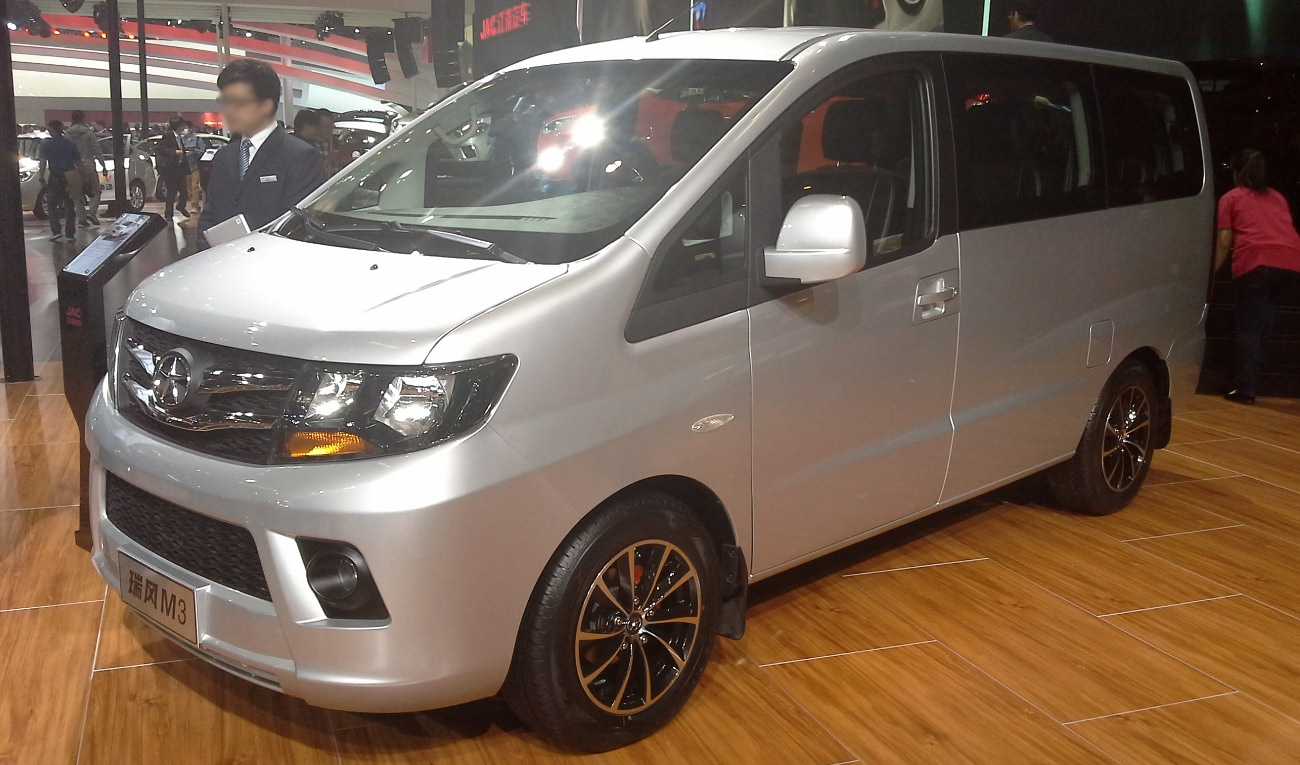
Вид спереди
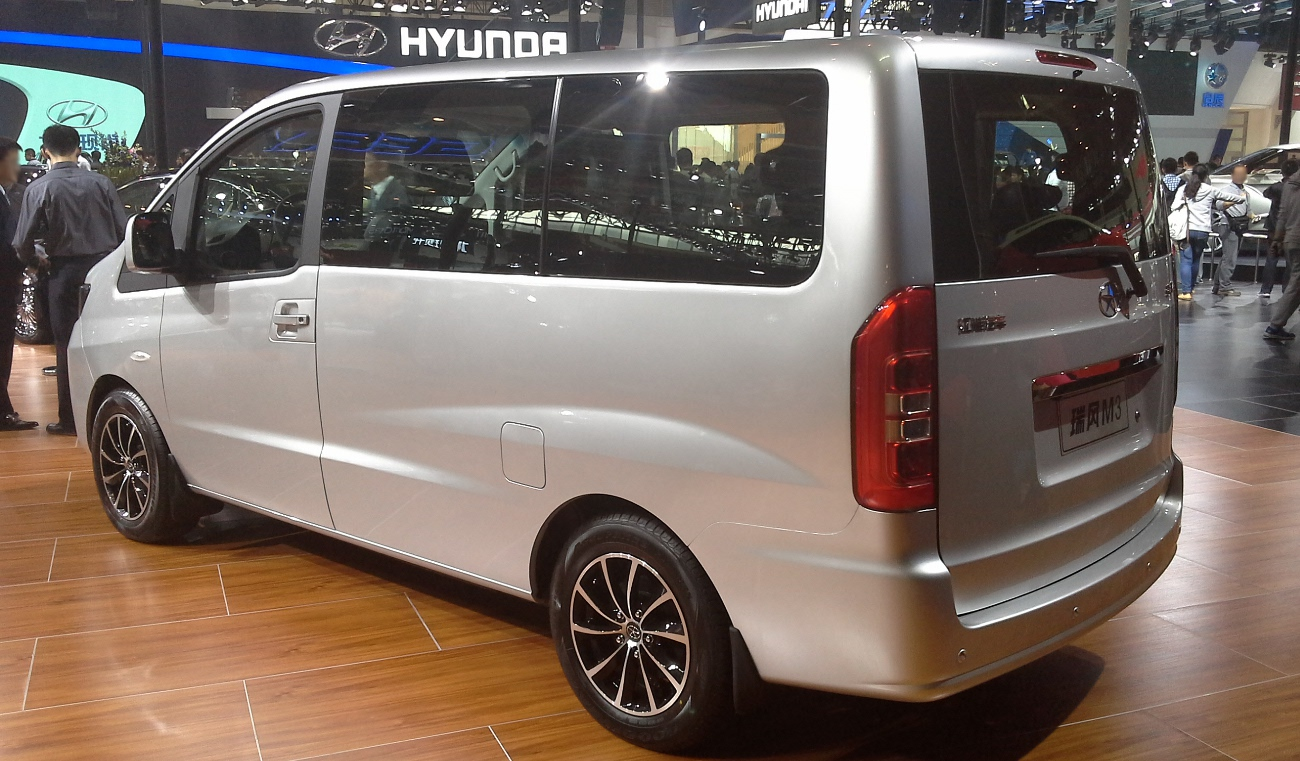
Вид сзади
- Фейслифтинг

### Refine M3L
JAC Refine M3L был представлен в 2019 году в Чэнду. Представляет собой версию JAC Refine M3 с удлинённой на 300 мм колёсной базой. Длина варьируется от 5075 мм до 5145 мм, ширина составляет 1765 мм, а колёсная база — 3110 мм. В салоне автомобиля 9 мест для сидения. Автомобиль оснащён 1,8-литровым атмосферным двигателем мощностью 133 л. с. и крутящим моментом 182 Н·м. Дополнительно автомобиль имеет ABS, EBD, подушки безопасности, контроль давления в шинах и дополнительные системы стабилизации кузова.

### Sollers SF1
Sollers SF1, являющийся версией JAC Refine M3 для российского рынка, был представлен осенью 2024 года в Москве на мероприятии Sollers Product Day. Сборка автомобиля организована в Татарстане, а продажи намечены на 2025 год. Автомобиль оснащён 1,5-литровым турбодвигателем мощностью 136 л. с. в паре с пятиступенчатой механической трансмиссией. Привод автомобиля передний. Конкурентами являются Lada Largus и Соболь NEXT.